# SWK Stadtwerke Kaiserslautern Verkehrs-AG
Die SWK Stadtwerke Kaiserslautern Verkehrs-AG ist eine hundertprozentige Tochtergesellschaft der SWK Stadtwerke Kaiserslautern GmbH und betreibt das Stadtbusnetz in Kaiserslautern. Mit ihren etwa 20 Buslinien befördern die SWK jährlich etwa 14,8 Millionen Fahrgäste. Sie besitzt derzeit 62 Busse und deckt damit etwa 500 Haltestellen ab. Die meisten Buslinien fahren in der Innenstadt zentral vom Busbahnhof Stadtmitte ab, zu welchem die früheren Haltestellen Rathaus und Schillerplatz zusammengefasst wurden.

## Linienübersicht
Folgende Linien bedient die SWK Verkehrs-AG:

### Tageslinien
| Linie | Fahrtverlauf | Takt (Mo–Fr tagsüber) | Bemerkungen | Gelenkbusse                         |
| ----- | --- | --------------------- | --- | ----------------------------------- |
| 101   | Ruheforst – Daennerkaserne – 23er Kaserne – Stadtmitte – Vogelweh – (Globus) – IKEA                                       | 30 min                | Takt zwischen Stadtmitte und Vogelweh <= 10 Minuten, zwischen 23er Kaserne und Stadtmitte 15 Minuten Abstände nicht konstant, Takt beschreibt durchschnittliche Frequenz Fahrten Richtung Warmfreibad tw. über Daennerkaserne Fahrten Richtung IKEA tw. über Globus | regelmäßig                          |
| 101   | Warmfreibad – 23er Kaserne – Stadtmitte – Vogelweh                                                                        | 30 min                | Takt zwischen Stadtmitte und Vogelweh <= 10 Minuten, zwischen 23er Kaserne und Stadtmitte 15 Minuten Abstände nicht konstant, Takt beschreibt durchschnittliche Frequenz Fahrten Richtung Warmfreibad tw. über Daennerkaserne Fahrten Richtung IKEA tw. über Globus | regelmäßig                          |
| 101   | Stadtmitte – Vogelweh – Einsiedlerhof                                                                                     | 60 min                | Takt zwischen Stadtmitte und Vogelweh <= 10 Minuten, zwischen 23er Kaserne und Stadtmitte 15 Minuten Abstände nicht konstant, Takt beschreibt durchschnittliche Frequenz Fahrten Richtung Warmfreibad tw. über Daennerkaserne Fahrten Richtung IKEA tw. über Globus | regelmäßig                          |
| 101   | Stadtmitte – Vogelweh – Hohenecken Burg                                                                                   | 60 min                | Takt zwischen Stadtmitte und Vogelweh <= 10 Minuten, zwischen 23er Kaserne und Stadtmitte 15 Minuten Abstände nicht konstant, Takt beschreibt durchschnittliche Frequenz Fahrten Richtung Warmfreibad tw. über Daennerkaserne Fahrten Richtung IKEA tw. über Globus | regelmäßig                          |
| 101   | Stadtmitte – Vogelweh – (Siegelbach) – Industriegebiet Nord                                                               | einzelne Fahrten      | Takt zwischen Stadtmitte und Vogelweh <= 10 Minuten, zwischen 23er Kaserne und Stadtmitte 15 Minuten Abstände nicht konstant, Takt beschreibt durchschnittliche Frequenz Fahrten Richtung Warmfreibad tw. über Daennerkaserne Fahrten Richtung IKEA tw. über Globus | regelmäßig                          |
| 102   | Sonnenberg – (Haspelstraße) – Stadtmitte – Hauptbahnhof – Schulzentrum Süd – Betzenberg                                   | 30 min                | Takt zwischen Sonnenberg und Hauptbahnhof 15 Minuten Sonnenberg-Stadtmitte: nur jede 2. Fahrt über Haspelstraße Hbf-Betzenberg: abwechselnd über SZ Süd/Barbarossastraße                                                                                            |                                     |
| 102   | Sonnenberg – (Haspelstraße) – Stadtmitte – Hauptbahnhof – Barbarossastraße – Betzenberg                                   | 30 min                | Takt zwischen Sonnenberg und Hauptbahnhof 15 Minuten Sonnenberg-Stadtmitte: nur jede 2. Fahrt über Haspelstraße Hbf-Betzenberg: abwechselnd über SZ Süd/Barbarossastraße                                                                                            |                                     |
| 103   | Stadtmitte – Karl-Pfaff-Siedlung – Hohenecker Straße – Dansenberg                                                         | 60 min                | |                                     |
| 104   | Bännjerrück, Merseburger Straße – Westpfalz-Klinikum – Stadtmitte – Benzinoring – monte mare                              | 30 min                | Takt zwischen Bännjerrück und Stadtmitte 15 Minuten Bännjerrück – Westpfalz-Klinikum: abwechselnd über Galgenschanze / Hohenstaufen-Gymnasium | regelmäßig                          |
| 104   | Bännjerrück, Merseburger Straße – Westpfalz-Klinikum – Stadtmitte – Europahöhe                                            | 30 min                | Takt zwischen Bännjerrück und Stadtmitte 15 Minuten Bännjerrück – Westpfalz-Klinikum: abwechselnd über Galgenschanze / Hohenstaufen-Gymnasium | regelmäßig                          |
| 104   | Bännjerrück, Merseburger Straße – Westpfalz-Klinikum – Stadtmitte – Eselsfürth                                            | einzelne Fahrten      | Takt zwischen Bännjerrück und Stadtmitte 15 Minuten Bännjerrück – Westpfalz-Klinikum: abwechselnd über Galgenschanze / Hohenstaufen-Gymnasium | regelmäßig                          |
| 104   | Bännjerrück, Merseburger Straße – Westpfalz-Klinikum – Stadtmitte – Friedhof Eingang West                                 | einzelne Fahrten      | Takt zwischen Bännjerrück und Stadtmitte 15 Minuten Bännjerrück – Westpfalz-Klinikum: abwechselnd über Galgenschanze / Hohenstaufen-Gymnasium | regelmäßig                          |
| 105   | Uni-Wohnstadt, Kurt-Schumacher-Straße – Universität – Hauptbahnhof – Stadtmitte – Fischerrück – Gewerbegebiet West – IKEA | 30 min                | Fährt ab Uni-Wohnstadt, Kurt-Schumacher-Straße als 114 zurück (und umgekehrt) | regelmäßig                          |
| 106   | Stadtmitte – Hauptbahnhof – Fraunhofer Zentrum – Universität – Rote Hohl – Mölschbach, Denkmal                            | einzelne Fahrten      | unregelmäßig, tagsüber 1 Fahrt alle 1–2 Stunden nur in Richtung Mölschbach über Hauptbahnhof |                                     |
| 107   | Casimirring, Kurpfalzstraße – Hauptbahnhof – Stadtmitte – Fischerrück – Erzhütten-Wiesenthalerhof                         | 60 min                | Takt zwischen Casimirring und Fischerrück 30 Minuten Kreuzhof: Bedarfshalt |                                     |
| 107   | Casimirring, Kurpfalzstraße – Hauptbahnhof – Stadtmitte – Fischerrück – Kaisermühle                                       | 60 min                | Takt zwischen Casimirring und Fischerrück 30 Minuten Kreuzhof: Bedarfshalt |                                     |
| 108   | Stadtmitte – Engelshof – Kaisermühle – Erzhütten-Wiesenthalerhof – Kreuzhof                                               | 60 min                | Takt zwischen Stadtmitte und Engelshof 30 Minuten |                                     |
| 108   | Stadtmitte – Engelshof – Otterbach – Lampertsmühle – Erfenbach – Kreuzhof                                                 | 60 min                | Takt zwischen Stadtmitte und Engelshof 30 Minuten |                                     |
| 109   | Hauptbahnhof – Stadtmitte – Morlautern – Erlenbach – Otterberg, Stadtmitte                                                | 60 min                | Verkehrt nur Mo–Fr Erste Fahrt am 16. August 2023. |                                     |
| 111   | Stadtmitte – Karl-Pfaff-Siedlung – Hohenecken Burg – Gelterswoog, Seehotel                                                | 60 min                | | selten                              |
| 111   | Stadtmitte – Karl-Pfaff-Siedlung – Hohenecken, Lerchenstraße – Hohenecken Burg                                            | einzelne Fahrten      | | selten                              |
| 112   | Stadtmitte – Engelshof – Morlautern – Erlenbach, Husarenäcker                                                             | 30 min                | |                                     |
| 113   | Daniel-Häberle-Straße – Stadtmitte – Globus – Amazon                                                                      | einzelne Fahrten      | Wurde mit der Inbetriebnahme des Amazon-Logistikzentrums in Betrieb genommen. Erste Fahrt am 29. August 2022. | regelmäßig                          |
| 114   | Stadtmitte – Hohenecker Straße – Davenportplatz – Uni-Wohnstadt, Kurt-Schumacher-Straße                                   | 30 min                | Zugang zur Universität via Davenportplatz Fährt ab Uni-Wohnstadt, Kurt-Schumacher-Straße als 105 zurück (und umgekehrt) Verkehrt nur Mo–Sa (sonntags einzelne Fahrten Richtung Stadtmitte; Rückfahrt auf anderer Linie)                                             | regelmäßig                          |
| 115   | Stadtmitte – Hauptbahnhof – Fraunhofer Zentrum – Universität                                                              | 15 min                | Verkehrt nur Mo–Fr | regelmäßig (während Vorlesungszeit) |
| 116   | Hauptbahnhof – Dunkeltälchen – Universität                                                                                | 15 min (tw. 30 min)   | Verstärkerlinie; verkehrt nur an Vorlesungstagen der Universität während der Hauptverkehrszeit. | selten                              |
| 117   | Stadtmitte – Hertelsbrunnenring – PRE-Park – Volkspark – Hauptbahnhof                                                     | 30 min                | Erste Fahrt bis Hauptbahnhof am 16. Dezember 2019; zuvor nur Stadtmitte – PRE-Park Verkehrt nur Mo–Fr |                                     |

Zwischen Stadtmitte und Hauptbahnhof verkehren mindestens 12 Fahrten pro Stunde in jeder Richtung (je vier Fahrten der Linien 102 und 115 sowie je zwei Fahrten der Linien 105 und 107), was einem 5-Minuten-Takt entspricht. Die Fahrten der Linie 117 wurden hierbei aufgrund des Umweges über den PRE-Park nicht mitgezählt. Auch die Universität genießt eine gute Anbindung an das Stadtbusnetz: Sowohl auf der Route Universität-Hauptbahnhof als auch Universität-Stadtmitte gibt es in der Vorlesungszeit tagsüber jeweils mindestens 8 umsteigefreie Verbindungen pro Stunde und Fahrtrichtung (die Linien 105 und 115 fahren sowohl Stadtmitte als auch Hauptbahnhof an).
Zu Stoßzeiten (z. B. Schülerverkehr) werden zusätzliche Verstärkerbusse, sogenannte Einsatzwagen oder kurz E-Wagen, mit unterschiedlichen Verläufen eingesetzt. Auf der Zielanzeige derartiger Busse erscheint anstelle einer Liniennummer nur ein „E“ und das Fahrtziel.

### Der Lautrer Nachtbus
Die SWK Verkehrs-AG betreibt 9 Nachtbuslinien, die unter dem Namen "Lautrer Nachtbus" bekannt sind. Die Nachtbusse fahren in jeder Nacht vor Samstag, Sonntag oder Feiertag und sind auch für Zeitkarteninhaber zuschlagpflichtig (derzeit 1,50 € pro Fahrt, unabhängig von der Preisstufe; Stand: August 2023). Bei bestimmten Veranstaltungen können auch wochentags Nachtbusse eingesetzt werden. Dazu gehören beispielsweise größere Feiern an der Universität.
Die Linien fahren im Stundentakt, mit jeweils drei bis vier Fahrten pro Nacht, mit einer Abfahrtszeit von 0:15 Uhr ab Stadtmitte als erstem Einsatz aller Nachtlinien (ausgenommen N40 um 0:45 Uhr). Es ist möglich, auf Wunsch außerhalb der regulären Haltestellen an der vorderen Tür auszusteigen. Dies gilt ab 20:00 Uhr auch auf den Tageslinien.
| Linie | Fahrtverlauf                                                                                              | Bemerkungen |
| ----- | --- | --- |
| N1    | Stadtmitte – Siegelbach – Rodenbach – Weilerbach                                                          | nach Anmeldung beim Busfahrer mit Ruftaxi weiter nach: Einsiedlerhof – Kindsbach (ab Am Belzappel) Eulenbis, Erzenhausen, Schwedelbach, Mackenbach, Kollweiler, Reichenbach-Steegen (ab Weilerbach Abzw. Spitzäcker) |
| N2    | Stadtmitte – Hauptbahnhof – Casimirring – Betzenberg                                                      | |
| N3    | Stadtmitte – Karl-Pfaff-Siedlung – Dansenberg – Schopp – Krickenbach – Linden                             | |
| N4    | Stadtmitte – Westpfalz-Klinikum – Bännjerrück – Hohenecken Burg – Seehotel – Queidersbach – Bann          | |
| N6    | Stadtmitte – Hauptbahnhof – Nachtschicht – Uni-Wohnstadt/Uni West – Mölschbach – Stelzenberg – Trippstadt | Richtung Trippstadt über Marie-Juchacz-Straße (Uni-Wohnstadt), Richtung Stadtmitte über Uni West |
| N7    | Stadtmitte – Fischerrück – Erzhütten – Kreuzhof – Erfenbach – Sambach – Katzweiler – Otterbach            | Kreuzhof: Bedarfshalt |
| N10   | Stadtmitte – Messeplatz – Hochspeyer – Fischbach – Enkenbach-Alsenborn – Mehlingen                        | nach Anmeldung beim Busfahrer, ab Alsenborn Mitte weiter mit Ruftaxi nach Neuhemsbach Rückfahrt Richtung Stadtmitte über Eselsfürth – PRE-Park                                                                       |
| N12   | Stadtmitte – Sonnenberg – Morlautern – Erlenbach – Husarenäcker – Otterberg – Baalborn – Sembach          | Husarenäcker: Bedarfshalt Rückfahrt Richtung Stadtmitte über Eselsfürth |
| N40   | Stadtmitte – Grübentälchen – PRE-Park                                                                     | Rückfahrt Richtung Stadtmitte über Daniel-Häberle-Straße – Messeplatz |

## Aktuelle Fahrzeuge
Folgende Fahrzeuge werden aktuell im Liniendienst eingesetzt:
| Hersteller    | Bustyp             | Baujahre  | Anzahl |
| ------------- | ------------------ | --------- | ------ |
| Mercedes-Benz | Citaro G Euro 4    | 2006      | 2      |
| Mercedes-Benz | Citaro Euro 4      | 2007      | 3      |
| Mercedes-Benz | Citaro G Euro 5    | 2007      | 1      |
| Mercedes-Benz | Citaro G Euro 5    | 2008/2009 | 8      |
| Mercedes-Benz | Citaro Euro 5      | 2009/2010 | 6      |
| Mercedes-Benz | Citaro G Euro5/EEV | 2010/2011 | 7      |
| Solaris       | Urbino 12          | 2013      | 3      |
| Solaris       | Urbino 18          | 2014      | 4      |
| Mercedes-Benz | Citaro 2G Euro 6   | 2015–2017 | 8      |
| Mercedes-Benz | Citaro 2 Euro 6    | 2015–2020 | 20     |

Die Citaro G- und 2G-Modelle sowie der Solaris Urbino 18 sind Gelenkbusse. Diese werden vor allem auf den Linien 101, 104, 105, 114, 115 und (teilweise) 116 eingesetzt. Einige Busse sind mit Hybridantrieb ausgestattet.